# NGC 6633
NGC 6633 ist ein offener Sternhaufen vom Trumpler-Typ III2m im Sternbild Schlangenträger auf der Ekliptik. Er hat eine Helligkeit von 4,6 mag und einen Winkeldurchmesser von 20 Bogenminuten. Der Haufen ist rund 1.300 Lichtjahre vom Sonnensystem entfernt und hat einen Durchmesser von etwa 8 Lichtjahren. Er beinhaltet knapp 30 Sterne, sein Alter wird auf 600 - 700 Millionen Jahre geschätzt.
Entdeckt wurde das Objekt 1745 von Jean-Philippe de Chéseaux.